# Старая Ларга
Старая Ларга, Ларга Веке (рум. Larga Veche) — село в Кагульском районе Молдавии. Наряду с селом Новая Ларга входит в состав коммуны Новая Ларга.

## География
Село расположено на высоте 96 метров над уровнем моря.

## Население
По данным переписи населения 2004 года, в селе Старая Ларга проживает 396 человек (196 мужчин, 200 женщин).
Этнический состав села:
| Национальность | Число жителей | Процентный состав |
| -------------- | ------------- | ----------------- |
| молдаване      | 392           | 98.99             |
| болгары        | 3             | 0.76              |
| русские        | 1             | 0.25              |
| Всего          | 396           | 100%              |